# 掃除魚

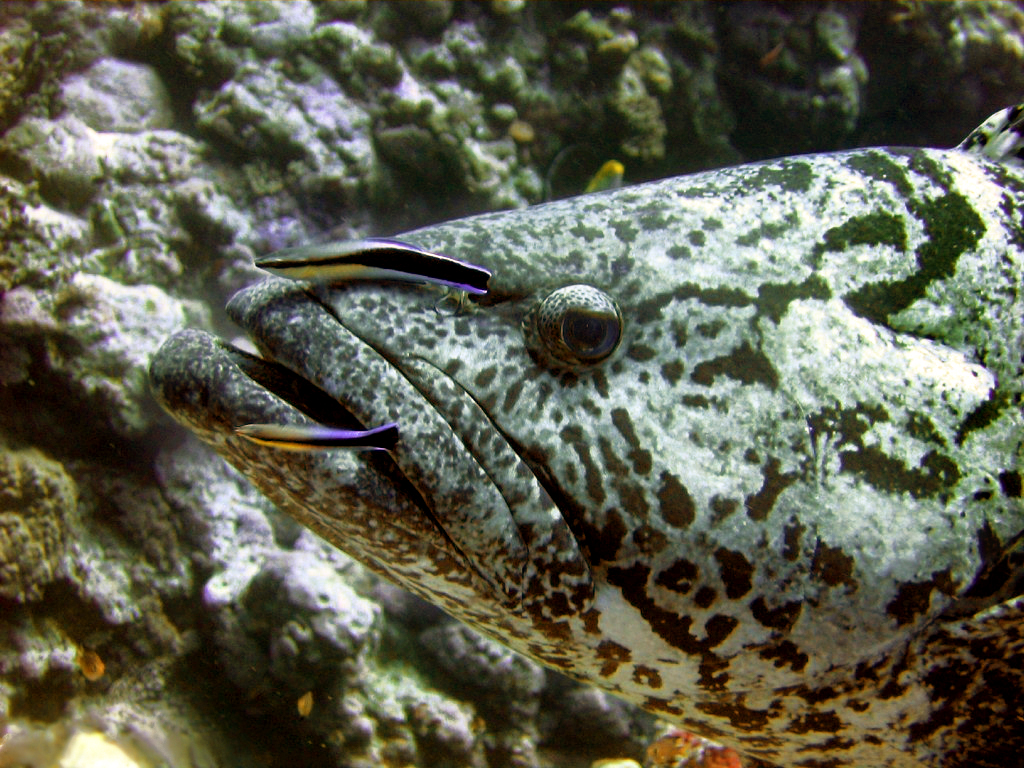
カスリハタ Epinephelus tukula （ハタ科）をクリーニングするホンソメワケベラ Labroides dimidiatus （ベラ科）。本種は掃除魚の代表的存在として知られる

掃除魚（そうじうお、英: Cleaner fish）とは、他種の魚の死んだ皮膚組織や外部寄生虫を食べる習性をもつ魚類の総称。これは双方が利益を得る生態学的相互作用、すなわち相利共生の一例として理解されている。
ベラ・ハゼ・シクリッド・ナマズなど、さまざまな魚が掃除行動をすることが知られている。
また魚ではないが、エビ類にも同様の掃除行動をとる種が多くいる。このようなエビは、クリーナーシュリンプと呼ばれる。

## 掃除魚の多様性
少なくとも29科、111種の魚類が掃除行動をとることが知られている。掃除魚はほとんどすべての環境に分布するが、熱帯のサンゴ礁における多様性が最も顕著である。ジャイアントケルプが繁茂するカリフォルニアの沿岸にも、18種の掃除魚が生息している。

### 海水魚

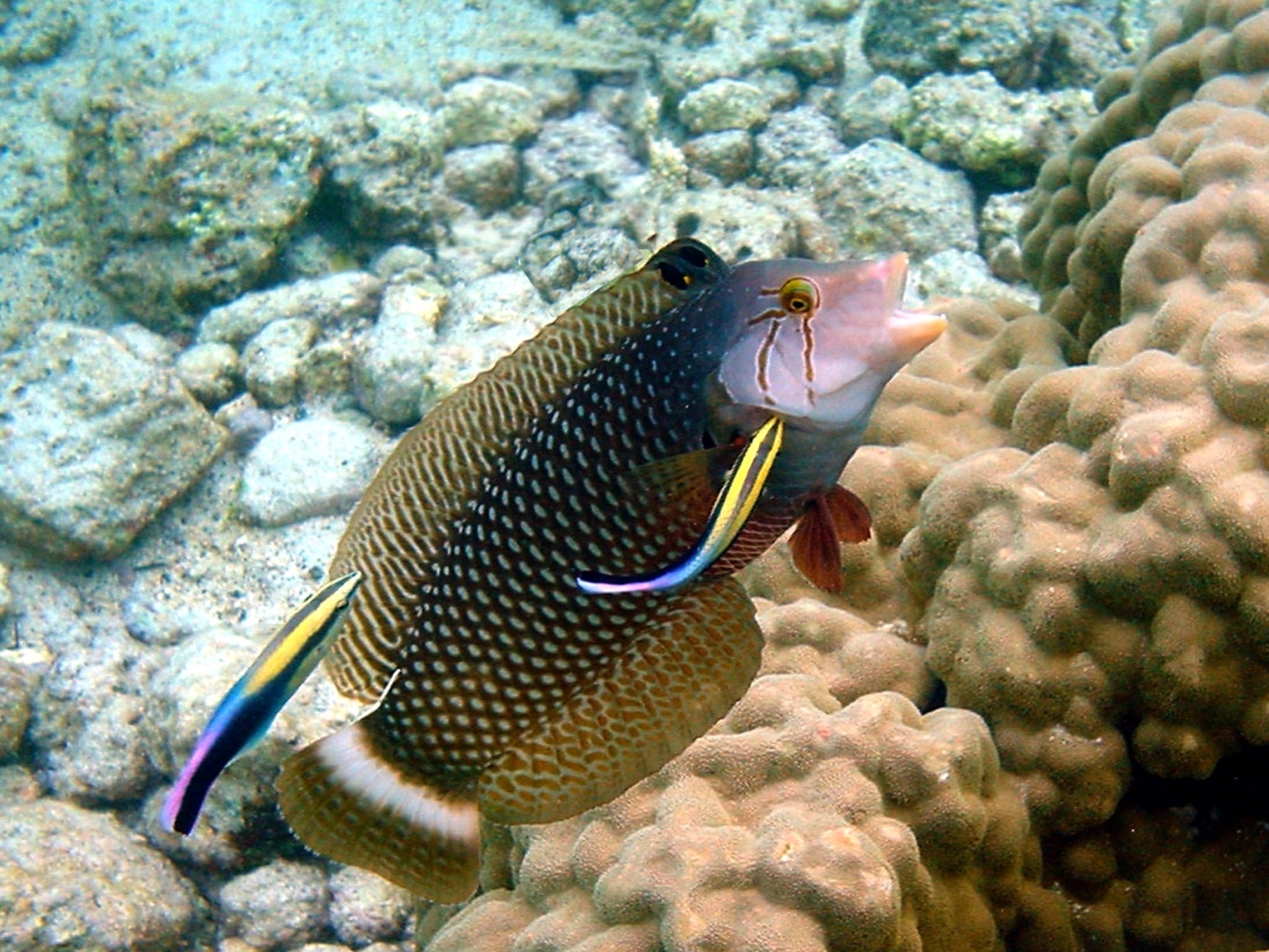
オビテンスモドキ Novaculichthys taeniourus をクリーニングするソメワケベラ属の1種 Labroides phthirophagus。体を斜めに傾け、口を開けるのは掃除を受けるホストにみられる特徴的な行動である

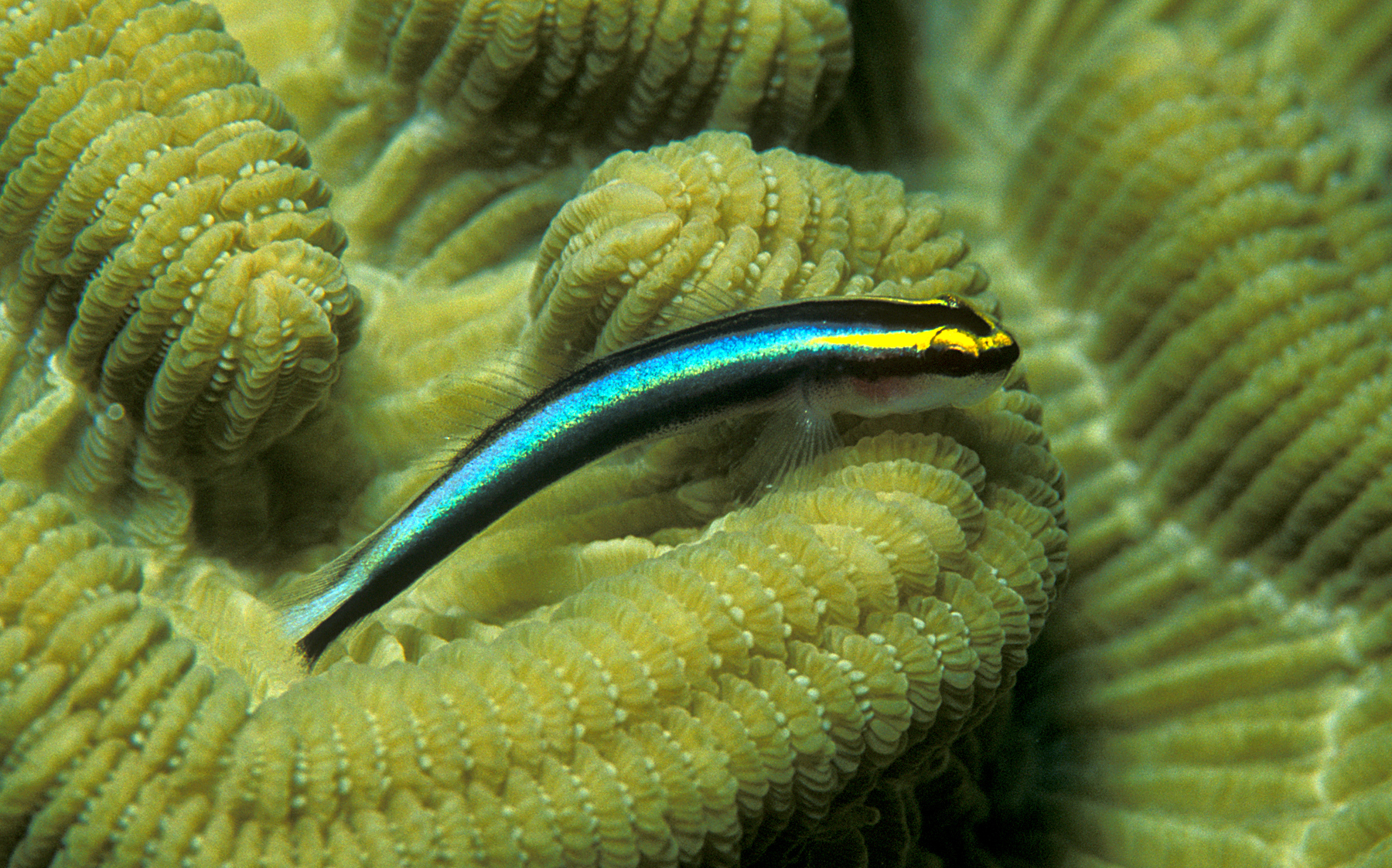
掃除を行うハゼの1種 Elacatinus evelynae （ハゼ科）。掃除魚の多くは本種のように太い縦縞をもち、ホストによる認識に重要な役割を果たしているとみられる

もっとも有名な掃除魚はホンソメワケベラなど、インド洋・太平洋のサンゴ礁に分布するソメワケベラ属のベラ類や、コバンザメの仲間である。ベラ類は個体ごとにクリーニング・ステーションと呼ばれる縄張りをもち、掃除を受けにやってくる魚（ホストと呼ばれる）を待ち受けている。ステーションに近づいたホストは体を斜めに傾けたり、口を開けたりといった特定の遊泳行動をとることで掃除魚を呼び寄せる。掃除魚はホストの体表全体、ときには口や鰓の中までクリーニングする。ホストが身震いや口の開け閉めを始めたときが、掃除行動終了のシグナルとなる。
驚くべきことに、通常は掃除魚ぐらいの小さな魚を食べるような大型の捕食魚を掃除する場合でも、掃除魚が捕食されることはない。ソメワケベラ類はほとんどの栄養を掃除から得ているらしく、水槽での飼育下では充分な餌を得られずに短期間で死んでしまうことが多い。
これに対しコバンザメの仲間は、常に頭の吸盤でホストの体に張り付いて行動を共にしてスタンバイし、寄生虫を見つけ次第クリーニングを行い、時にはホストの食べ残しも貰う。
掃除行動はほかにもさまざまな分類群の魚でみられる。Gobiosoma 属や Elacatinus 属などのハゼ類は、西部大西洋でソメワケベラ類と同じような掃除行動を行っており、これは見事な収斂進化の一例である。ただしベラと違って、掃除だけでなくさまざまな小型生物を捕食することからも栄養を得ているため、一般に飼育しやすい。このようなハゼの一種 Elacatinus evelynae は、外部寄生虫が乏しいとホストの鱗や粘液を食べることがあるので、この関係は完全に相利的とはいえないものになっている。それでもこの共生関係が崩れないのは、寄生虫の数が季節や場所によって大きく異なり、大きな魚にとっての正味の利益が掃除魚のずるによる損失を上回るためである。

### 汽水魚
掃除共生の興味深い例として、南アジアの汽水域にすむ2種の Etroplus 属のシクリッドが挙げられる。このうち小さいほうの E. maculatus が掃除魚であり、それよりずっと大きい E. suratensis がホストとして掃除される。

### 淡水魚
海水魚と比較し、淡水魚には掃除魚が少ない。一例としては、ナマズの一種であるホワイトライン・トーキングキャットの幼魚が魚食性のカラシンの一種 Hoplias cf. malabaricus を掃除する様子が確認された。この幼魚期は白黒の縞模様という強いコントラストを持ち、この体色が掃除魚のサインとして機能しているとみられるが、大きくなると掃除魚のサインとなる体色のコントラストと共に食性も薄れると見られている。

## 生態学的意義
掃除魚の存在が生態系に与える影響の程度は、個々の環境によって異なると考えられている。主に熱帯のサンゴ礁域において、掃除魚を一時的に環境から取り除く、あるいは新たに追加することで、魚類の行動や多様性に生じる変化を観察する実験が行われているが、その結果はさまざまである。
カリブ海で実施された掃除魚の除去実験では、ホストとなる魚類の減少と寄生虫感染の増加が認められた。一方、ハワイでの同種の実験ではそのような変化はみられず、グレート・バリア・リーフでの6ヶ月にわたる実験でも、魚の数や種類に影響は観察されなかった。しかし、紅海およびオーストラリアの小規模なサンゴ礁においては、短期的な変動こそなかったが、18-20ヶ月後には魚類の多様性が著しく低下することが示されている。
紅海とオーストラリアでの長期実験で最も強く影響を受けていたのは、サンゴ礁の多数の生物に影響を与えるであろう大型の遊泳性魚類であった。掃除魚はサンゴ礁に大型魚を呼び寄せ、それに伴う多様な生態系を維持するためのキーストーン種として機能し得ることをこの結果は示している。

## 特徴と擬態
他の掃除しないハゼやベラに比べて青と黄色のストライプという特徴的な体色を持っており、それによって攻撃を受けにくくしている。
イソギンポ科のニセクロスジギンポ Aspidontus taeniatus やミナミギンポ Plagiotremus rhinorhynchos のように、掃除魚に擬態することで利益を得る魚類も知られている。これら2種は掃除魚ではないが、その形態はホンソメワケベラによく似ており、クリニーングを受けようと近づいたホストの健康な皮膚や鱗を齧り取って逃走する。ただしこれは飼育下で観察された行動に基づく考えであり、野外調査によればニセクロスジギンポの主な餌は魚の鱗や皮膚ではなく魚卵やゴカイ類であることから、基本的には単に捕食を逃れるための擬態とみなすべきであるという意見もある。

## 歴史
掃除する様子が最初に記録されたのは、1928年に海洋生物学者ウィリアム・ビービがハイチの岩礁で複数のベラがブダイを掃除している様子を観察したものである。
掃除する魚と掃除を受ける側の相利共生と分析されたのは、1961年のConrad Limbaughと1966年のHoward Federの論文からで、これ以降の時代から相利共生の代表的な例とされるようになった。